# Клейгатчі
Клейгатчі (англ. Clayhatchee) — місто (англ. town) в США, в окрузі Дейл штату Алабама. Населення — 466 осіб (2020).

## Географія
Клейгатчі розташоване за координатами 31°14′13″ пн. ш. 85°43′17″ зх. д. / 31.23694° пн. ш. 85.72139° зх. д. (31.236925, -85.721478).  За даними Бюро перепису населення США в 2010 році місто мало площу 7,04 км², уся площа — суходіл.

### Клімат
| Клімат : Клейгатчі    | Клімат : Клейгатчі | Клімат : Клейгатчі | Клімат : Клейгатчі | Клімат : Клейгатчі | Клімат : Клейгатчі | Клімат : Клейгатчі | Клімат : Клейгатчі | Клімат : Клейгатчі | Клімат : Клейгатчі | Клімат : Клейгатчі | Клімат : Клейгатчі | Клімат : Клейгатчі | Клімат : Клейгатчі |
| Показник              | Січ.               | Лют.               | Бер.               | Квіт.              | Трав.              | Черв.              | Лип.               | Серп.              | Вер.               | Жовт.              | Лист.              | Груд.              | Рік                |
| Середній максимум, °C | 13,9               | 15,6               | 20,0               | 25,0               | 28,9               | 30,6               | 31,7               | 30,6               | 28,9               | 25,0               | 20,0               | 15,6               | 23,9               |
| Середній мінімум, °C  | 2,8                | 5,0                | 7,8                | 12,8               | 16,7               | 20,0               | 20,6               | 20,6               | 18,9               | 12,8               | 6,7                | 3,9                | 11,7               |
| Норма опадів, мм      | 104                | 140                | 127                | 117                | 79                 | 114                | 127                | 114                | 122                | 86                 | 36                 | 114                | 1275               |
| --------------------- | ------------------ | ------------------ | ------------------ | ------------------ | ------------------ | ------------------ | ------------------ | ------------------ | ------------------ | ------------------ | ------------------ | ------------------ | ------------------ |
| Джерело: Weatherbase  |                    |                    |                    |                    |                    |                    |                    |                    |                    |                    |                    |                    |                    |

## Демографія
Згідно з переписом 2010 року, у місті мешкало 589 осіб у 254 домогосподарствах у складі 156 родин. Густота населення становила 84 особи/км².  Було 288 помешкань (41/км²).
Расовий склад населення:
| - 94,9 % — білих - 1,7 % — чорних або афроамериканців - 0,5 % — вихідців з тихоокеанських островів - 0,3 % — корінних американців - 0,3 % — азіатів |

До двох чи більше рас належало 1,9 %. Частка іспаномовних становила 2,4 % від усіх жителів.
За віковим діапазоном населення розподілялося таким чином: 22,1 % — особи молодші 18 років, 59,7 % — особи у віці 18—64 років, 18,2 % — особи у віці 65 років та старші. Медіана віку мешканця становила 42,3 року. На 100 осіб жіночої статі у місті припадало 110,4 чоловіків;  на 100 жінок у віці від 18 років та старших — 108,6 чоловіків також старших 18 років.
Середній дохід на одне домашнє господарство  становив 42 956 доларів США (медіана — 32 656), а середній дохід на одну сім'ю — 52 470 доларів (медіана — 45 938). За межею бідності перебувало 16,4 % осіб, у тому числі 19,7 % дітей у віці до 18 років та 6,1 % осіб у віці 65 років та старших.
Цивільне працевлаштоване населення становило 159 осіб. Основні галузі зайнятості: роздрібна торгівля — 17,6 %, освіта, охорона здоров'я та соціальна допомога — 16,4 %, транспорт — 15,1 %.